# بخش شوگر کریک (شهرستان استارک، اوهایو)
بخش شوگر کریک (به انگلیسی: Sugar Creek Township) یک منطقهٔ مسکونی در ایالات متحده آمریکا است که در شهرستان استارک، اوهایو واقع شده‌است.
 بخش شوگر کریک ۸۷٫۹ کیلومتر مربع مساحت و ۲٬۹۴۴ نفر جمعیت دارد و ۲۹۸ متر بالاتر از سطح دریا واقع شده‌است.